# Kuciland
Kuciland – czwarty album grupy Blenders, wydany 13 czerwca 2001 roku nakładem Universal Music Polska.

## Lista utworów
źródło:.
1. „Cybernetyczny wędrowiec” – 0:57
2. „Ona jest tu” – 4:27
3. „Punkt G” – 4:10
4. „W.F.H.U.” – 3:47
5. „Afro Dee Zyack” – 4:03
6. „Tequila” – 3:58
7. „Cage (Thanks, Elton)” – 4:54
8. „Kuciland” – 4:12
9. „Skosztuj mnie” – 4:11
10. „Pociąg Of Love” – 3:51
11. „Uptight Groove” – 1:30
12. „Shaka Zulu” – 2:49
13. „Faded Lady” – 3:36
14. „Funkomatic” – 4:54
15. „Life” (gościnnie: Alec Sun Drae) – 5:10
16. „Nitrogliceryna” – 3:32

## Muzycy
źródło:.
- Szymon Kobyliński – gitara, śpiew
- Glenn Meyer – śpiew
- Mariusz Noskowiak – perkusja
- Sławomir Urbański – gitara basowa
- Tomasz Urbański – gitara

gościnnie
- Aleksandra Kur – śpiew (15)